# شاكيل ووكر
شاكيل ووكر (بالإنجليزية: Shaquille Walker)‏ هو عداء المسافات المتوسطة أمريكي، ولد في 24 يونيو 1993 في بلو أيلاند في الولايات المتحدة.

## وصلات خارجية
- شاكيل ووكر على موقع الاتحاد الدولي لألعاب القوى (الإنجليزية)
- شاكيل ووكر على موقع TFRRS.org (الإنجليزية)
- شاكيل ووكر على موقع TFRRS.org (الإنجليزية)